# Гэюань
Гэюань — китайский сад, который находится в Янчжоу: городе, сады которого сочетают изящество садов южного Китая и природную мощь северного. С древности они славятся каменными горками и сезонными ландшафтами. Гэюань был основан в эпоху Мин, а в начале XIX в. стал резиденцией торговца солью Хуан Интая. В те времена предприниматели Янчжоу были образованы, любили учёные беседы и коллекционировали живопись и каллиграфию.
Название «Гэюань» связано с произрастающим в изобилии бамбуком: знак (zhu чжу) 竹 «бамбук» состоит из двух знаков гэ, по форме напоминающих листок бамбука. Они неотделимы друг от друга, только вместе они образуют иероглиф. Поэтому 竹 — символ единства, союза, вечной любви и супружеского счастья.
Бамбук пользовался большой популярностью у китайских садоводов — дерево упругое и полое внутри, олицетворение животворной пустоты.